# Madison Heights (Virgínia)
Madison Heights és una concentració de població designada pel cens dels Estats Units a l'estat de Virgínia. Segons el cens del 2000 tenia 11.584 habitants.

## Demografia
Segons el cens del 2000, Madison Heights tenia 11.584 habitants, 4.451 habitatges, i 3.182 famílies. La densitat de població era de 232 habitants per km².
Dels 4.451 habitatges en un 30,1% hi vivien nens de menys de 18 anys, en un 53,2% hi vivien parelles casades, en un 14,1% dones solteres, i en un 28,5% no eren unitats familiars. En el 24,3% dels habitatges hi vivien persones soles el 10% de les quals corresponia a persones de 65 anys o més que vivien soles. El nombre mitjà de persones vivint en cada habitatge era de 2,45 i el nombre mitjà de persones que vivien en cada família era de 2,88.
Per edats la població es repartia de la següent manera: un 21,9% tenia menys de 18 anys, un 7,6% entre 18 i 24, un 29,1% entre 25 i 44, un 26,1% de 45 a 60 i un 15,2% 65 anys o més.
L'edat mediana era de 40 anys. Per cada 100 dones de 18 o més anys hi havia 90,2 homes.
La renda mediana per habitatge era de 32.359 $ i la renda mediana per família de 39.415 $. Els homes tenien una renda mediana de 30.340 $ mentre que les dones 22.009 $. La renda per capita de la població era de 15.589 $. Entorn del 7,2% de les famílies i el 9,2% de la població estaven per davall del llindar de pobresa.

## Poblacions més properes
El següent diagrama mostra les poblacions més properes.